# Tiutków
Tiutków (ukr. Тютьків, Tiutkiw) – wieś na Ukrainie w rejonie tarnopolskim należącym do obwodu tarnopolskiego.
W 1772 Józef Garbowski herbu Sulima wraz z żoną Teklą z Duninów Łabęckich wykupił Tiutków i Zubów z rąk Pruszkowskiego.
Wieś w 1931 r. liczyła 230 zagród oraz 1110 mieszkańców, wśród których trzy czwarte stanowili Polacy. Pod koniec 1941 r. policja ukraińska wysiedliła rodziny żydowskie z Tiutkowa do getta w Trembowli. Nocą 23 marca 1943 r. nacjonaliści ukraińscy z UPA zamordowali 22 Polaków, z których część spalono żywcem. Masakrę przerwała informacja o zbliżającym się wojsku radzieckim.
Do 2020 w rejonie trembowelskim.